# Economische gevolgen van de Russische invasie van Oekraïne sinds 2022

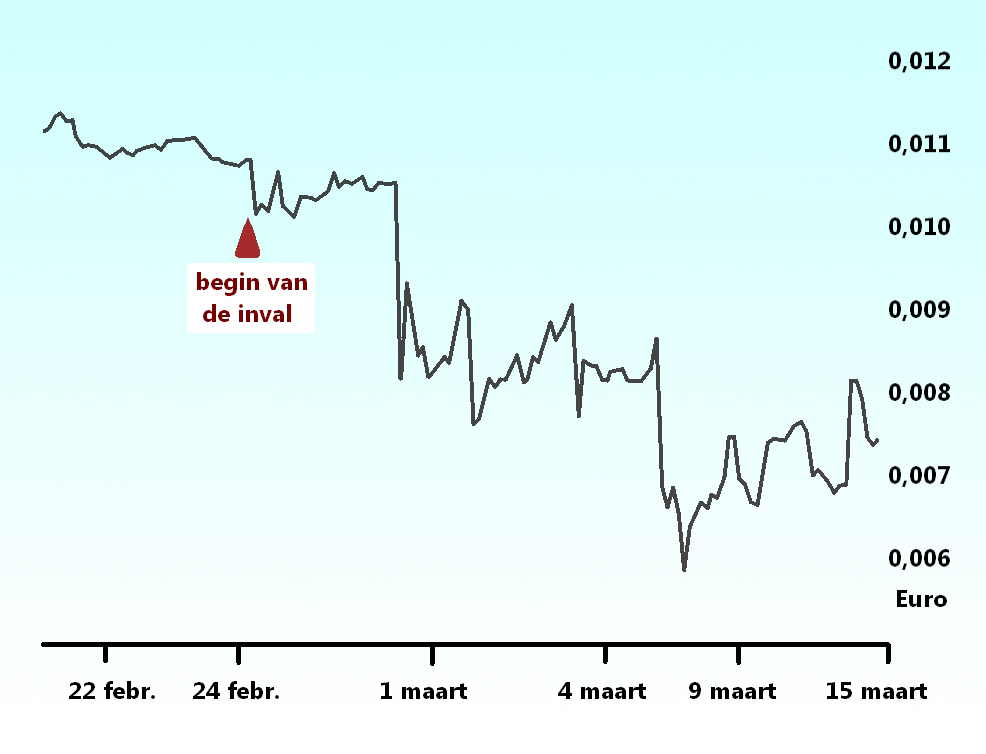
Wisselkoers van de roebel na de invasie (in euro)

Dit artikel behandelt de economische gevolgen van de Russische invasie van Oekraïne die begon op 24 februari 2022, op wereldwijde schaal.
Vrijwel meteen na het begin van de invasie gingen de olie- en gasprijzen flink omhoog. Verwacht werd dat ook de voedselprijzen zouden stijgen.

## Geldmarkt
In een verklaring erkende de president van de Russische centrale bank, Elvira Nabioellina, de problemen die waren ontstaan in het bankwezen als gevolg van de internationale sancties tegen Rusland. Op maandag 28 februari bleef de Russische beurs gesloten. De roebel daalde, meteen nadat de sancties tegen Rusland waren ingesteld, sterk in waarde. In Rusland haalden mensen in reactie op de sancties massaal hun geld van de banken, met lange rijen bij de geldautomaten tot gevolg. Poetin ondertekende een decreet waarmee het Russen werd verboden om met meer dan 10.000 dollar aan buitenlandse valuta het land te verlaten. Om de (verwachte) inflatie te beteugelen en een bankrun te voorkomen, verhoogde de Centrale Bank van Rusland op 27 februari 2022 de rente naar 20%. Vervolgens stabiliseerde de roebel zich rond het niveau van de oorspronkelijke wisselkoers.

### Staatsobligaties en dreigend staatsbankroet
Om te voorkomen dat de Russische centrale bank haar eigen munt kon ondersteunen, blokkeerden de VS dollartransacties, iets wat al eerder was gebeurd bij Venezuela, Syrië en Iran. Een direct gevolg hiervan was dat de Russische staat de staatsobligaties die in dollars afgelost moesten worden, niet meer zou kunnen uitkeren. Op 4 april zou Rusland een obligatieaflossing van 650 miljoen dollar uitvoeren, naar verluidt bij de Amerikaanse bank JPMorgan Chase. Op dezelfde dag blokkeerde het Amerikaanse ministerie van Financiën Rusland echter de toegang tot rekeningen in dollars bij Amerikaanse banken. Als gevolg daarvan werden de obligaties in roebels afgelost, wat een contractbreuk betekende. Internationale kredietbeoordelaars konden dit als het begin van een staatsbankroet zien, in zoverre binnen een respijtperiode van 30 dagen geen nabetaling overeenkomstig de voorwaarden zou plaatsvinden. De Russische minister van Financiën verklaarde dat Rusland juridische maatregelen zou treffen, zonder te specificeren bij welke instantie deze aanklacht ingediend zou worden. Op 29 februari wist Rusland het feitelijke bankroet af te wenden door de obligatieaflossing via een Britse tak van de Citibank alsnog in dollars uit te voeren.
Poetin verklaarde op 9 juni 2022 tijdens een persconferentie in het kader van het World Economic Forum dat de Russische economie, ondanks de westerse sancties, niet opnieuw van de rest van de wereld zou worden afgesneden: 'Wij zullen geen gesloten economie hebben. We hebben destijds het IJzeren Gordijn met onze eigen handen gecreëerd. Die fout zullen we niet opnieuw maken.'

## Levering van grondstoffen
Begin 2022 was Rusland 's werelds grootste exporteur van granen, aardgas en meststoffen, en een van de grootste leveranciers van ruwe olie en metalen, waaronder palladium, platina, goud, kobalt, nikkel en aluminium. Chaos in de toeleveringsketen in de handel in energie en grondstoffen, als gevolg van de sleutelrol van Rusland, zou wereldwijde inflatie kunnen aanwakkeren.
Voor Oekraïne werd de toegang tot de Zwarte Zee afgesloten, daar de Russische marineschepen alle scheepvaart van en naar Oekraïense havens blokkeerden. Deze havens verzorgden het grootste deel van de Oekraïense export, in het bijzonder de granen. De Donau, die de grens vormt tussen Oekraïne en Roemenië, stroomt net voor de uitmonding in de Zwarte Zee door de rivierdelta van Oekraïne, maar in Roemenië ligt er nog een kanaal dat, van de Donau via de Roemeense havenstad Constanța, naar de Zwarte Zee voert. Hierdoor bleef de Donau-scheepvaart toch in verbinding met de Zwarte Zee. De spoorverbindingen met de rest van Europa waren beperkt door het verschil in spoorwijdte, waardoor de meeste goederen overgeladen moesten worden.

### Brandstof- en energietekorten
Het Russische leger viel de hele olie-industrieketen aan: raffinaderijen, brandstofdepots en tankstations, in een poging de bevoorrading van het Oekraïense leger te hinderen. Er werd prioriteit gegeven aan het leger en de burgerbevolking kon maar zeer beperkt tanken. Veel landbouwers hadden niet genoeg brandstof voor het inzaaien van graan, het oogsten en andere werkzaamheden. Hierdoor dreigden op langere termijn allerlei tekorten te ontstaan. Voor de oorlog werd bijna drie kwart van de benzine en diesel geïmporteerd vanuit Rusland en Wit-Rusland. Bevoorrading vanuit de EU was problematisch, omdat de bevoorradingslijnen er niet op waren ingesteld. Ook de elektriciteitsvoorziening werd hard geraakt. In maart sloot Oekraïne zich van het Russische en Wit-Russische elektriciteitsnet af en sloot zich samen met Moldavië aan op het Europese elektriciteitsnet.

### Olie en gas
Als gevolg van de invasie stegen de prijzen van Brent-olie voor het eerst sinds 2008 boven de 130 dollar per vat. De regering-Biden maande Saoedi-Arabië, Venezuela en Iran ertoe hun olieproductie te verhogen. Tot dusver heeft Saoedi-Arabië echter verzoeken van de VS afgewezen. Rusland bood India ruwe olie en andere grondstoffen tegen gereduceerde prijzen aan.
De invasie bedreigde de energievoorziening van Rusland naar Europa, waarbij de aardgasprijzen in Europa op 7 maart bij ICE Futures een recordhoogte bereikten van 3,7 dollar/m³. Dit zette Europese landen aan om hun energievoorzieningsroutes te diversifiëren. De EU hoopte in 2022 haar gasafhankelijkheid van Rusland met twee derde te verminderen. Duitsland verklaarde dat het zijn afhankelijkheid van Russische energie-invoer zou verminderen door het versnellen van hernieuwbare energiebronnen en het bereiken van 100% hernieuwbare energieopwekking tegen 2035. Nederland wilde vóór 2023 van het Russisch gas af zijn. Vóór de invasie was de energiestrategie van de EU meer gericht op de Green Deal en het Fit for 55-plan om de uitstoot van broeikasgassen tegen 2030 met 55% te verminderen.
De gasleveringen aan Europa via de pijplijn door Oekraïne bleven doorgaan, ondanks de oorlogshandelingen langs de route. Wel probeerde het Russische leger het Oekraïense leger te provoceren door legereenheden boven de gasleiding te stationeren, in de hoop dat deze aangevallen zouden worden en de pijplijn werd beschadigd, zodat Rusland kon beweren dat Oekraïne een onbetrouwbare partner was, die zijn verplichtingen met het gastransit contract niet naleefde.

#### Stopzetting van de gaslevering door Rusland
President Poetin deed op 23 maart, in reactie op de aan Rusland opgelegde sancties vanwege de oorlog, een oproep aan onder meer alle EU-landen, de VS en het Verenigd Koninkrijk (door het Kremlin ook wel "onvriendelijke landen" genoemd) om voortaan via een financiële constructie in roebels af te rekenen voor Russisch aardgas. Toen hieraan door de betrokken landen geen gehoor werd gegeven, begon Rusland met het stopzetten van de gasleveringen aan steeds meer Europese landen.
De Russische gasleverancier Gazprom stopte eind april als eerste de gaslevering aan Polen en Bulgarije. Op 22 mei stopte Gazprom ook met de levering van gas aan buurland Finland, nadat dit land kort daarvoor een aanvraag tot het NAVO-lidmaatschap had ingediend en bovendien ook weigerde om in roebels te gaan betalen. Op 31 mei 2022 bevestigde Gazprom dat het ook stopte met de gasleveringen aan de Nederlandse gasgroothandelaar GasTerra, omdat ook die weigerde om Rusland via de nieuwe financiële constructie te betalen. De Nederlandse Minister voor Klimaat en Energie, Rob Jetten, zei dat dit geen gevolgen zou hebben voor de Nederlandse huishoudens. De gastoevoer vanuit Rusland naar Nederland viel niet volledig weg, omdat enkele andere Nederlandse energiebedrijven wel nog steeds Russisch gas kregen (waaronder Eneco, dat een contract heeft met Gazproms dochterbedrijf WINGAS).
Begin september 2022 werd de gastoevoer aan Duitsland via Nord Stream 1 door Rusland voor onbepaalde tijd volledig gestopt, nadat Gazprom de pijp enkele dagen eerder al had gesloten onder het mom van onvoorzien onderhoud. President Poetin stelde als voorwaarde voor het weer openen van de pijpleiding dat alle westerse sancties die vanwege de oorlog in Oekraïne aan Rusland waren opgelegd zouden worden opgeheven of afgezwakt.

### Graan en zonnebloemolie
Voor de invasie was Oekraïne de op drie na grootste exporteur van maïs en tarwe, en 's werelds grootste exporteur van zonnebloemolie, waarbij Rusland en Oekraïne samen verantwoordelijk zijn voor 29% van de wereldwijde tarwe-export en 75% van de wereldwijde export van zonnebloemolie. Op 24 februari kondigde China aan dat het de beperkingen op Russische tarwe zou laten vallen, deels als gevolg van zware regenval die de binnenlandse opbrengsten verminderde in wat de South China Morning Post een potentiële 'reddingslijn' voor de Russische economie noemde. Op 25 februari bereikten de benchmarkcontracten voor tarwe-futures van de Chicago Board of Trade hun hoogste prijs sinds 2012, waarbij de prijzen van maïs en soja ook stegen. Het hoofd van het Wereldvoedselprogramma, David Beasley, waarschuwde in maart dat de oorlog in Oekraïne de wereldwijde voedselcrisis zou kunnen brengen tot 'niveaus die we nog nooit eerder hebben gezien'. Een mogelijke verstoring van de wereldwijde tarwevoorziening zou de aanhoudende hongercrisis in Jemen kunnen verergeren. De Europese Unie zette solidariteitslanen op om het transport via de weg en het spoor van Oekraïne naar Europa te bevorderen.
Oekraïne beschuldigde de Russen van het stelen van zo'n 400.000 ton graan, een derde van de graanvoorraad van de bezette gebieden. De Oekraïense onderminister van Landbouw Taras Vysotsky waarschuwde voor hongersnood in de bezette gebieden als de graanvoorraad verder af zou nemen: 'Er waren geen strategische reserves.'
In de oblast Cherson werden boerderijen geconfisqueerd. De boeren werden onder bedreiging gedwongen om te werken voor de Russen. Het stelen van graan door de Russen ligt in Oekraïne extra gevoelig; tijdens de hongersnood in 1932-1933, bekend als de Holodomor, nam het Stalin-regime alle graan- en voedselvoorraden weg uit Oekraïne in een poging de bevolking van dat land uit te roeien.

#### Graanexport
Oekraïne was al voor de oorlog een belangrijke “graanschuur” in de wereld, vooral voor de productie van tarwe, gerst en haver. Om de wereldwijde voedselvoorziening te vrijwaren, werd in 2022 de graandeal gesloten met bemiddelaar Turkije en onder toezicht van de Verenigde Naties. Maar nadien, en zeker nadat op 17 juli 2023 Rusland bekendmaakte uit de graandeal te zijn gestapt, werd de graanexport van Oekraïne danig in de war gestuurd. 
In Europa werden de tekorten vrij goed opgevangen, maar landen als Egypte en India, belangrijke importeurs van Oekraïens graan, kregen af te rekenen met tekorten en prijsstijgingen. Volgens onderzoeken uit 2024 werden vooral verder van het conflict gelegen lage- en middeninkomenslanden getroffen door de verstoring van de wereldhandel, en werd het effect van de verstoring gemilderd door internationale samenwerking.

#### Graandeal
Onder bemiddeling van Turkije en de Verenigde Naties bereikten Rusland en Oekraïne op 22 juli 2022 een akkoord om de export van graan en aanverwante producten te hervatten via de Zwarte Zee. Er bleven inmiddels miljoenen tonnen aan graan opgeslagen liggen in silo’s, als gevolg van de blokkade van de Oekraïense havens door de Russische Zwarte Zeevloot en omringende zeemijnen.

### Edelgassen
De levering van neon, nodig voor de fabricage van chips en lasers, werd ook ernstig beperkt door het conflict. Oekraïne produceert ongeveer 70% van het wereldwijde neonaanbod en 90% van het neon van halfgeleiderkwaliteit dat in de Verenigde Staten wordt gebruikt. De twee grootste leveranciers in Oekraïne, die samen goed zijn voor de helft van de wereldwijde neonproductie, werden gesloten nadat het conflict uitbrak. De aanvoer van krypton en xenon, waarvan Oekraïne ook een grote exporteur is, werd eveneens getroffen.

## Omleiding goederentreinen van China naar Europa
De spoorverbindingen van Rusland en Wit-Rusland naar Europa waren niet langer actief, zodoende was de treinverbinding tussen  China en Europa, via de zijderoute, verbroken. De vrachtbootverbinding tussen China en Europa was voor veel leveranciers veel te langzaam en de luchtvaart veel te duur, zeker omdat de meeste vliegtuigen niet meer over Rusland mochten vliegen en daardoor langere vluchtroutes moesten nemen. Er was echter nog een zuidelijke spoorroute via de Kaspische Zee (veerdienst Aqtau, Kazachstan - Bakoe, Azerbeidzjan), Georgië en Turkije. Op deze route zouden de goederen acht dagen langer onderweg zijn, wat nog altijd sneller was dan via een vrachtboot.  Kazachstan dreigde echter onder de sancties te kunnen gaan vallen, waardoor deze route ook geen optie meer zou zijn.

## Economie van Rusland
Het Westen, met name westerse economen en politici, verwachtte dat de Russische economie compleet zou instorten door enerzijds de hoge militaire uitgaven en anderzijds de sancties die werden opgelegd door een groot aantal landen die tegen de Russische invasie van Oekraïne waren. Sinds de start van de invasie zijn deze verwachtingen niet uitgekomen. Er werden een aantal oorzaken gegeven van het uitblijven van de Russische ineenstorting van de economie:
- Rusland heeft ervaring in het omgaan met sancties, het weet zich te herpakken en andere markten aan te spreken.[43]
- De sancties die Rusland hard konden treffen werden erg laat opgelegd waardoor Rusland al maatregelen had kunnen treffen. Een voorbeeld hiervan is de olieboycot waardoor het Russische bedrijfsleven zich inmiddels op andere afzetmarkten richtten.
- Rusland heeft een enorme parallelle importmarkt opgezet waardoor nog steeds de meeste goederen verkrijgbaar blijven. Bijna al deze goederen worden geïmporteerd uit Armenië, China, Dubai, Kazachstan en Turkije.

Al met al heeft de economie een lichte krimp van ca. 2,5%  te verduren gehad in het eerste jaar van de oorlog. Wel wordt ook binnen Rusland jaren van stagnatie en langzame achteruitgang verwacht.
Volgens analist Anders Åslund van de Zweedse denktank Stockholm Free World Forum, zal Rusland zijn oorlog niet economisch kunnen volhouden. De sancties snoepen jaarlijks 2 à 3 percent van het bruto nationaal product af. Het Russische bbp is gedaald van 2,3 biljoen dollar in 2013 naar 1,9 biljoen dollar anno 2024. De enige groeisectoren zijn het leger en aanverwante infrastructuur. In werkelijkheid verkopen de staatsbedrijven aan de staat tegen waarschijnlijk opgeblazen gereguleerde prijzen, waarbij groot verborgen inflatie schuilt. De Russische centrale bank hanteert een rentetarief van 19 procent terwijl de inflatie maar 9,1 percent zou zijn. De totale buitenlandse schuld van Rusland van 729 miljard dollar eind 2013 daalde naar slechts 303 miljard dollar eind maart 2024, en bedraagt de staatsschuld slechts veertien procent van het bbp. Met deze gunstige positie kan Rusland, desondanks niet lenen bij de internationale kapitaalmarkten, wegens de sancties. Rusland moet gebruik maken van de belastinginkomsten en reserves. De helft van de valutareserves zijn sinds februari 2022 bevroren door het Westen. De liquide reserves in het Russische nationale vermogensfonds zijn van 183 miljard dollar in 2021 geslonken naar 55 miljard dollar anno 2024. En het grootste deel van die 55 miljard dollar is niet liquide maar belegd. Door deze financiële beperkingen is de begrotingstekort noodgedwongen beperkt tot 2 percent van de bbp. Die 2 percent zijn 40 miljard dollar per jaar. De Russische staatsreserves zouden dan in 2025 ongeveer op zijn.
De niet-militaire uitgaven zullen noodgedwongen nog verder beperkt worden. Ze zijn nu al tot het minimum beperkt. Onderhoudsachterstanden lopen overal verder op. Volgens Åslund zou Rusland dit jaar waarschijnlijk ongeveer 190 miljard dollar uitgeven aan oorlog voeren, wat neerkomt op zo'n 10 procent van het bbp.
Verder wordt de economie technologisch uitgehold. Veel kennis is uit Rusland gevlucht. De repressie, importbeperkingen en kleptocratie zijn heel hinderlijk voor de technologische innovatie en vernieuwing. 